# Parafia św. Michała Archanioła w Łańcucie
Parafia św. Michała Archanioła w Łańcucie – parafia rzymskokatolicka pw. św. Michała Archanioła w Łańcucie, należąca do dekanatu Łańcut I w archidiecezji przemyskiej.

## Historia
W 2000 roku zrodziła się inicjatywa powstania parafii i budowy nowego kościoła. W 2003 roku nabyto działkę pod budowę kościoła przy ul. Górne na osiedlu Braci Śniadeckich. 9 października 2005 roku abp Józef Michalik poświęcił krzyż i plac pod budowę kościoła. 8 kwietnia 2008 roku rozpoczęto budowę nowego kościoła. 8 października 2011 roku abp Józef Michalik dokonał wmurowania kamienia węgielnego.
25 sierpnia 2012 roku została erygowana parafia z wydzielonego terytorium parafii Łańcut-Fara. 23 grudnia 2012 roku abp Józef Michalik poświęcił kościół parafialny pw. św. Michała Archanioła.
Na terenie parafii jest 2650 wiernych.
Proboszczowie parafii:
2012– nadal ks. Marek Blecharczyk.
Podobne architektonicznie względem łańcuckiego kościoła świątynie znajdują się w Adamówce i w Chrzanowie.

## Zasięg parafii
- Łańcut – ulice: Armii Krajowej (południowa strona), Bema, Bohaterów Westerplatte, Braci Śniadeckich, Czarnieckiego, Daszyńskiego, Górne, Kopernika, Królowej Jadwigi, Kusicińskich, Mościckiego, Lisa-Kuli, Orzeszkowej, Potockich, Rutkiewicz, Słoneczna, Sowińskiego, Sucharskiego, Stysia, Szpunara, Wróblewskiego, Traugutta, Żeleńskiego, 3 Maja (numery na południe od A4)
- Sonina – (domy od numeru 462-475)
- Wysoka – (do numeru 24c)[5]

## Służebniczki starowiejskie
27 listopada 1861 roku do Podzwierzyńca przybyły z Wielkopolski Służebniczki starowiejskie. Siostry zamieszkały w budynku dawnej karczmy i był to początek działalności w ówczesnej Galicji. W 1863 roku nowicjat przeniesiono do Starej Wsi. 
W 1876 roku siostry przeniosły się na Przedmieście, gdzie prowadziły ochronkę i szkółkę. W 1904 roku został otwarta szkoła. W 1925 roku wieś Podzwierzyniec została włączona do miasta Łańcuta. W 1938 roku ukończono budowę murowanego domu zakonnego, w którym nadal prowadziły ochronkę. 
W latach 1946–1957 u sióstr był umieszczony państwowy żłobek. Przedszkole siostry prowadziły do 1962 roku, gdy zostało upaństwowione. Następnie siostry zajęły się katechizacją szkolną. W 1989 roku dom zakonny znalazł się na terenie nowo utworzonej parafii Chrystusa Króla. 
W 1991 roku po odzyskaniu pomieszczeń siostry rozpoczęły prowadzenie Niepublicznego Przedszkola im. św. Stanisław Kostki. W 2009 roku przy ul. Górne obok budującego się kościeła św. Michała Archanioła rozpoczęto budowę nowego domu zakonnego. W 2012 roku oddano dom zakonny do użytku. Obecnie siostry posługują w parafii i prowadzą przedszkole.